# 普羅旺斯的博索

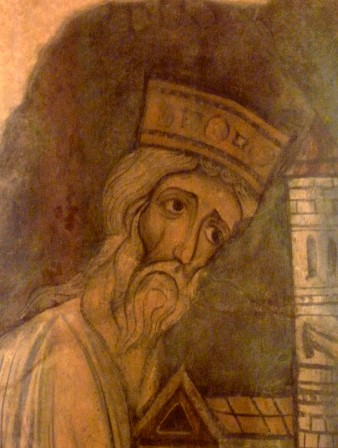
普羅旺斯的博索

普羅旺斯的博索，法兰克博索尼德王朝贵族，与加洛林王朝有亲属关系，879年路易二世 (西法兰克)死后，自立为普罗旺斯国王，使得普罗旺斯获得独立。父亲為戈尔兹的比文，妻子为神圣罗马皇帝路易二世的女兒埃芒加德，姨母为洛泰尔尼亚国王洛泰尔二世之妻，儿子為瞎子路易后继任国王。